# Kasteel Amerongen
Kasteel Amerongen is een kasteel in de uiterwaarden van de Nederrijn in de buurt van het Utrechtse dorp  Amerongen. Het behoort tot de 'Top 100 van de Rijksdienst voor de Monumentenzorg' uit 1990.

## Geschiedenis

### Middeleeuwen
De geschiedenis van Kasteel Amerongen begint officieel in 1286. Op 20 juli van dat jaar verklaarde Floris V van Holland dat Henric en Diederic Borre van Amerongen zijn mannen van leen zijn geworden van den "Huyse dat si doen timmeren". Het kasteel werd in die vroege jaren meerdere malen verwoest en weer herbouwd. In 1557 werd het huis verkocht aan Goert van Reede (1516-1585). Hij trouwde met Geertruid van Nijenrode, die erfdochter van het nabijgelegen Zuylestein was . De eerste kaart waarop Kasteel Amerongen is afgebeeld dateert uit 1597, het jaar waarin het huis werd erkend als ridderhofstad. Frederik van Reede erfde het huis van zijn vader en liet het op zijn beurt na aan zijn zoon Goert. Met Goerts zoon Godard Adriaan van Reede, die het huis in 1641 in bezit kreeg, brak er voor het huis een nieuwe tijd aan.

### Wederopbouw in 1673

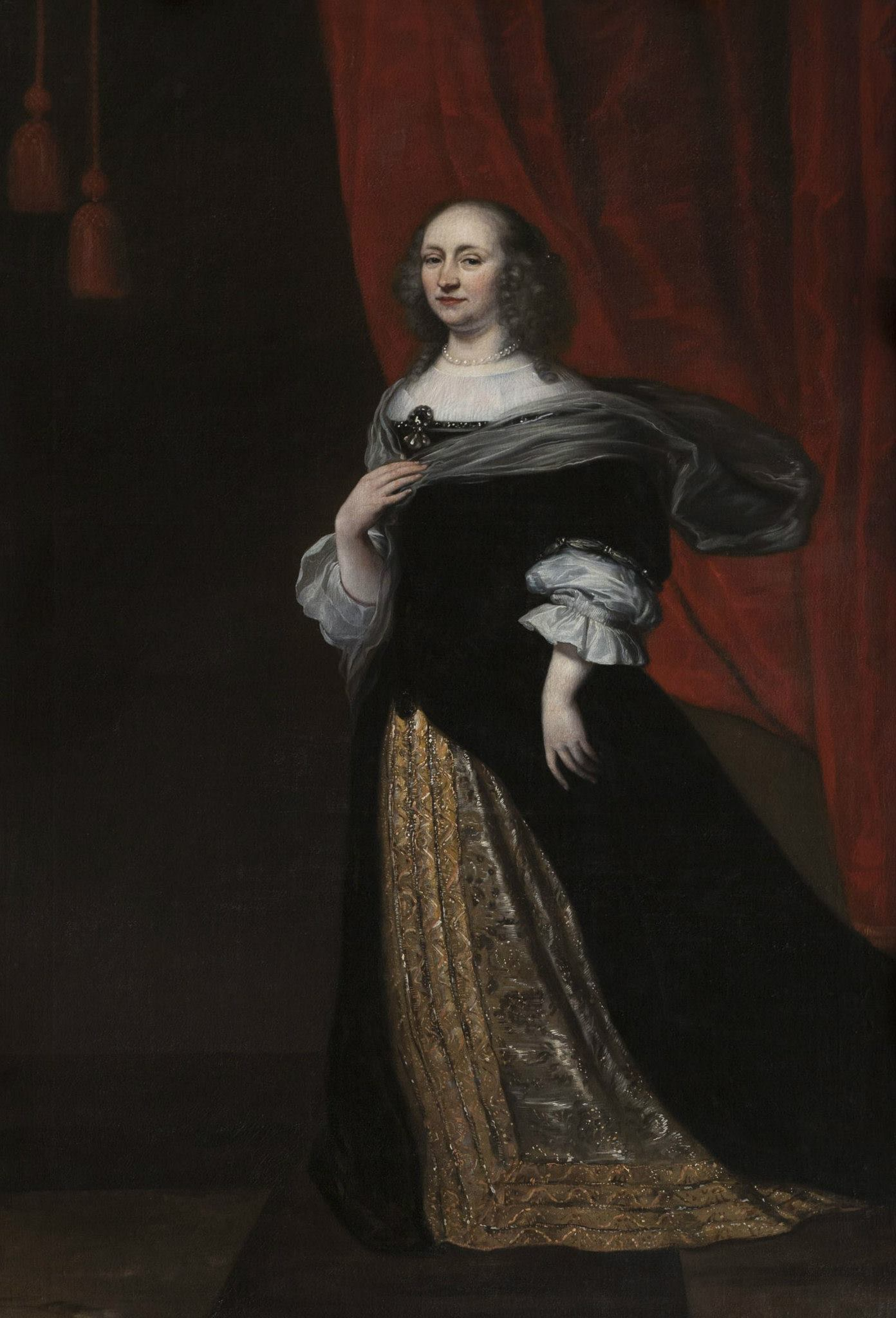
Margaretha Turnor

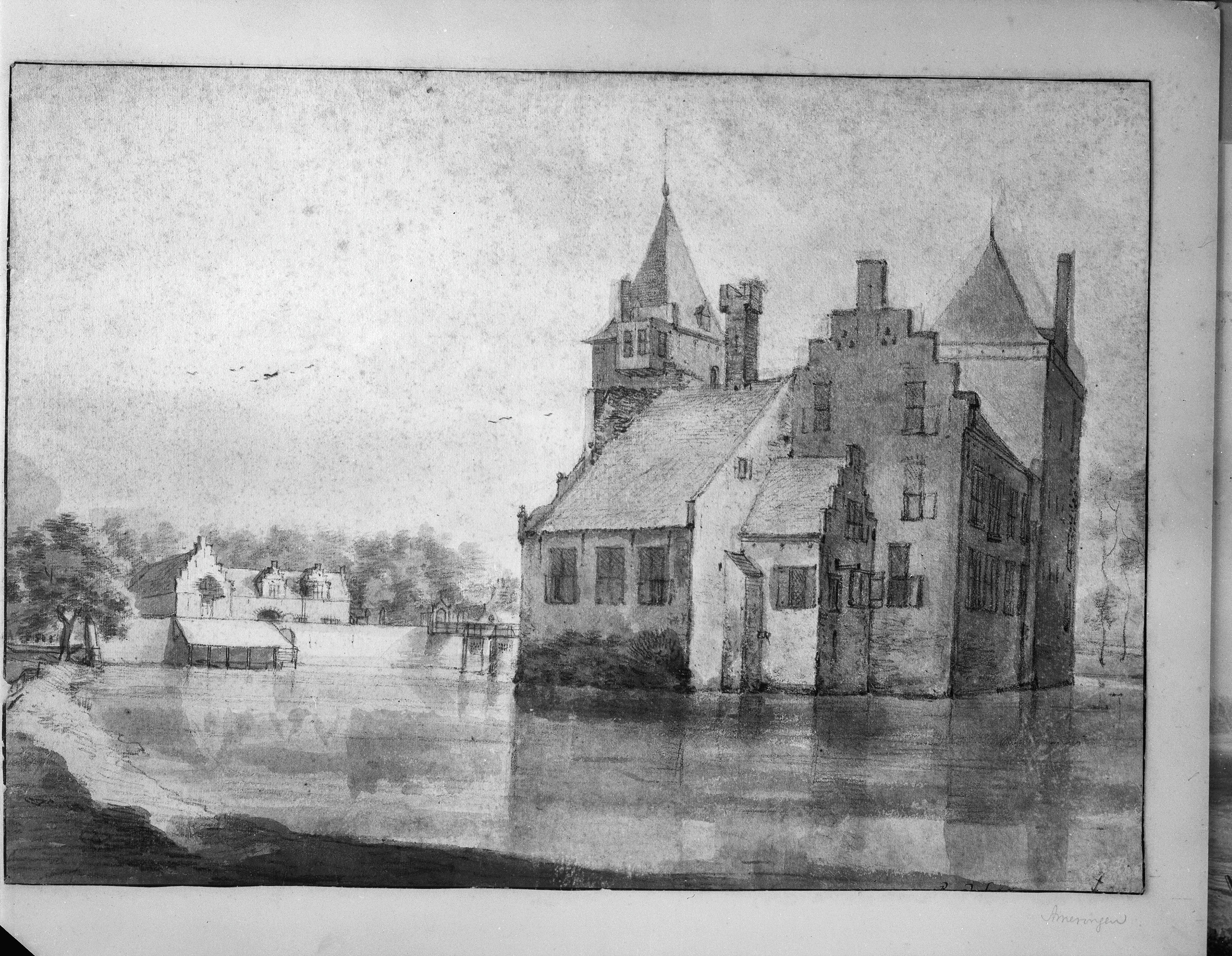
Kasteel Amerongen zoals het eruitzag in 1646

Godard Adriaan van Reede was bekend als prominente vertegenwoordiger van de Nederlanden in het buitenland. Samen met zijn vrouw Margaretha Turnor verfraaide hij het huis. Tijdens het rampjaar vluchtte Margaretha tijdelijk naar Amsterdam terwijl Godard Adriaan in Berlijn verbleef bij de keurvorst van Brandenburg. In februari 1673 was het kasteel door de Franse troepen met takkenbossen in brand gestoken. Onder supervisie van Margaretha werd er na de verwoesting direct begonnen met de herbouw. Het huidige Kasteel Amerongen is opgebouwd in de voor die tijd veel voorkomende Hollands-classicistische stijl. In 1680 was het huis gereed. Godard Adriaan van Reede overleed in 1691. Zijn zoon Godard van Reede-Ginckel volgde zijn vader op als heer van Amerongen. Hij trouwde met Philipotta van Raesfeld, erfdochter van Kasteel Middachten. Godard van Ginckel was een van de vertrouwelingen van Stadhouder Willem III. Hij was succesvol in het leger van de prins en behaalde in Ierland belangrijke overwinningen. Hij werd onderscheiden en verkreeg de titel Graaf van Athlone.

### Kasteel Amerongen vanaf de 18de eeuw
Na het huwelijk van Van Ginckels zoon Frederik Christiaan van Reede, tweede graaf van Athlone, met Henriette van Nassau-Zuylestein, werd het kasteel van binnen geheel naar de eisen van die tijd aangekleed. Een inventarislijst uit 1748 geeft een goed beeld van de smaak waarin het huis werd ingericht op het gebied van meubilair en luxe goederen als porselein, zilver en damast.

### Naar Engeland
Toen in 1795 de Fransen de Nederlanden binnenvielen, vertrokken de Oranjegezinde mannelijke leden van de familie samen met Willem V naar Engeland. Zij werden spoedig gevolgd door de vrouwelijke gezinsleden. Dit vertrek naar Engeland betekende voor Kasteel Amerongen een langdurige afwezigheid van de eigenaren. Het beheer kwam in handen van de rentmeester.

### Overerving
De negende en laatste graaf van Athlone woonde op Kasteel Middachten, daarnaast was hij heer van Amerongen. In 1844 overleed hij kinderloos. Kasteel Amerongen kwam daarna via de vrouwelijke lijn in 1879 in bezit van Godard John George Charles graaf van Aldenburg Bentinck.

### De laatste bewoners
Godard graaf van Aldenburg Bentinck (1857-1940) vestigde zich in 1879 op Kasteel Amerongen en bracht het opnieuw tot bloei. Hij huwde Augustine Wilhelmine Louise Adrienne gravin van Bylandt (1861-1916), met wie hij vier zonen en twee dochters kreeg. Kasteel Amerongen werd volgens moderne methoden beheerd. De bewoner steunde de bevolking van Amerongen door agrarische projecten op te zetten, Godard gaf de architect P.J.Cuypers opdracht veranderingen in het huis aan te brengen.

### Duitse Keizer Wilhelm II
Na het einde van de Eerste Wereldoorlog, vanaf 11 november 1918, verleende Bentinck op verzoek van de toenmalige Commissaris van de Koningin, jonkheer Schelto van Citters, onderdak aan de  Duitse Keizer Wilhelm II op Kasteel Amerongen. Hij bleef anderhalf jaar op Kasteel Amerongen en ondertekende hier zijn akte van abdicatie. In mei 1920 verhuisde hij naar het nabijgelegen Huis Doorn. De met de ex-keizer naar Nederland meegereisde adjudant Sigurd von Ilsemann leerde tijdens het verblijf op kasteel Amerongen de dochter van de graaf kennen en trouwde met haar in 1920. Na het overlijden van Wilhelm II in 1941 betrok hij met zijn vrouw het kasteel.

### Van Aldenburg Bentinck
Godard van Aldenburg Bentinck stierf in 1940 en liet Kasteel Amerongen en de tuinen na aan zijn kinderen. Zijn erfgenamen bezaten het tot 1976 als onverdeelde boedel en verkochten in 1977 het kasteel, interieur en de tuinen aan de Stichting Utrechtse Kastelen die het op 6 maart 1982 overdroeg aan de Stichting Kasteel Amerongen.

## Bewoners
- 1286 – De gebroeders Henric en Diederic Borre
- 1577 – Goert van Reede van Saesveld
- Frederik van Reede
- Goert van Reede
- 1641 – Godard Adriaan van Reede
- 1691 – Godard van Reede-Ginckel, eerste graaf van Athlone
- 1703 - Frederik Christiaan van Reede, tweede graaf van Athlone
- 1719 - Godard Adriaan van Reede, derde graaf van Athlone
- 1736 - Frederik Willem van Reede, vierde graaf van Athlone
- 1747 - Frederik Christiaan Reinhart van Reede, vijfde graaf van Athlone
- 1808 - Frederik Willem van Reede. zesde graaf van Athlone
- 1810 - Reinhard Diederik van Reede, zevende graaf van Athlone
- 1823 - George Godard van Reede, achtste graaf van Athlone
- 1843 - Willem Gustaaf van Reede, negende graaf van Athlone
- 1879 – Godard John George Charles graaf van Aldenburg Bentinck.
- 1918-1920 – Keizer Wilhelm II van Duitsland woonde tijdelijk op het kasteel
- 1920-1952 – Sigurd von Ilsemann, adjudant van keizer Wilhelm II, gehuwd met Elisabeth gravin van Aldenburg Bentinck
- 1977 – De erven van de laatste bewoner, Godard van Aldenburg Bentinck (overleden 1940) verkopen het kasteel met toebehoren aan de Stichting Utrechtse Kastelen die het in 1982 overdraagt aan de Stichting Kasteel Amerongen.[1]

## De collectie
Vrijwel alle voorwerpen uit de collectie van Kasteel Amerongen zijn terug te voeren naar de vroegere bewoners. Bijzondere collectie-onderdelen zijn:
- Wijts collectie
- Twee marqueterie sets van de meubelmaker Jan van Mekeren
- Serie ten voeten portretten van familie van Reede
- Twee portretten door Jean-Étienne Liotard[2]
- De bibliotheek
- Muziekcollectie
- Bätz-kabinetorgel
- Klavecimbel van Kirckman

## De tuin
In totaal bestaat de tuin uit tien hectare. In de tuin zijn vier eeuwen geschiedenis te zien. De tuinarchitecten Eduard André en Hugo Poortman zijn de laatsten die de tuinstijl aanpasten. Zij moderniseerden de tuin in de jaren 1887 en 1924 voor graaf Van Aldenburg Bentinck. In 2014 is de tuin gebruikt voor de opnames van het in 2015 uitgezonden EO-programma Van Hollandse Bodem.

## Foto's

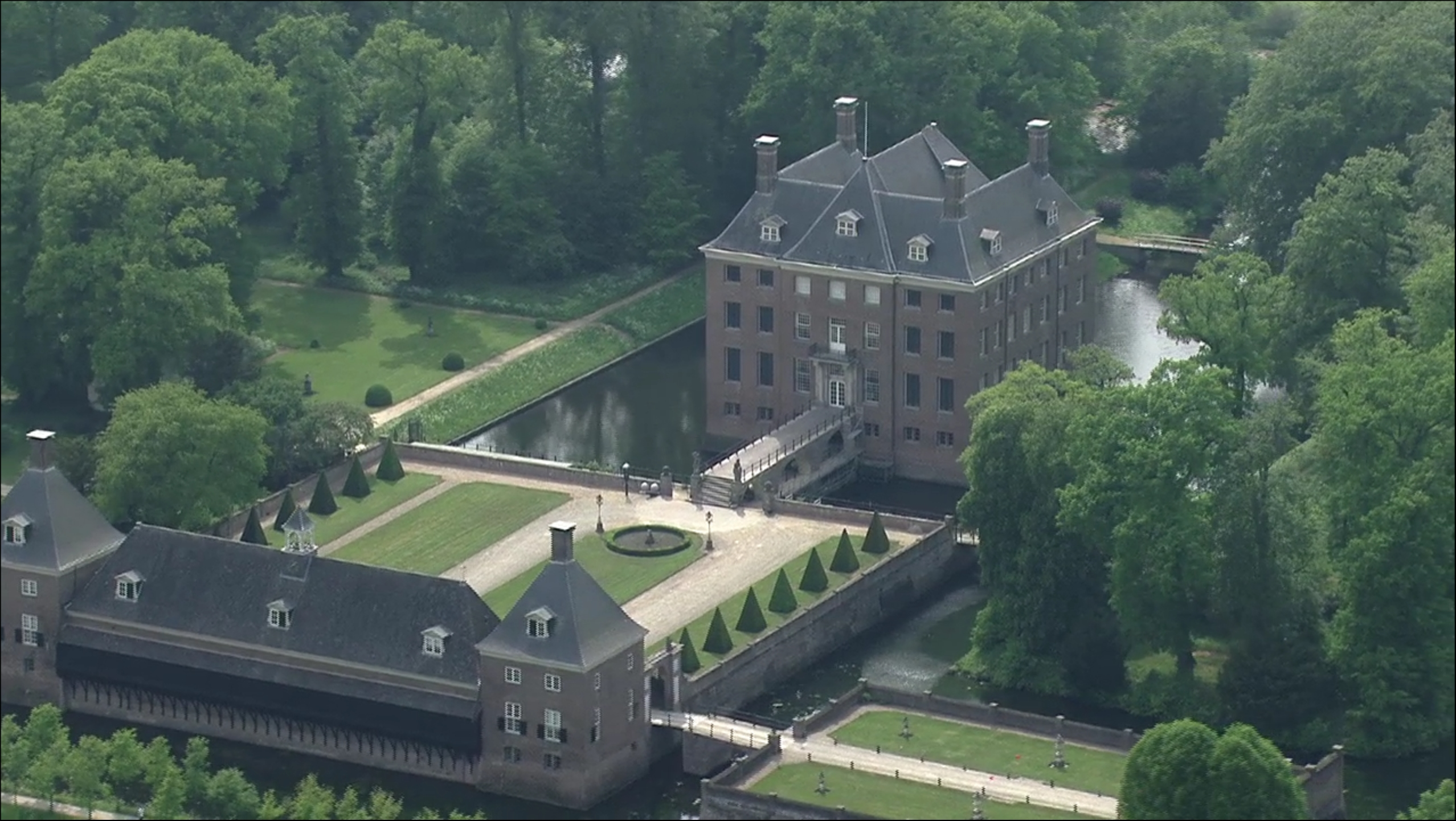
Het kasteel gezien van uit de lucht (beeld uit video van Rijkswaterstaat)
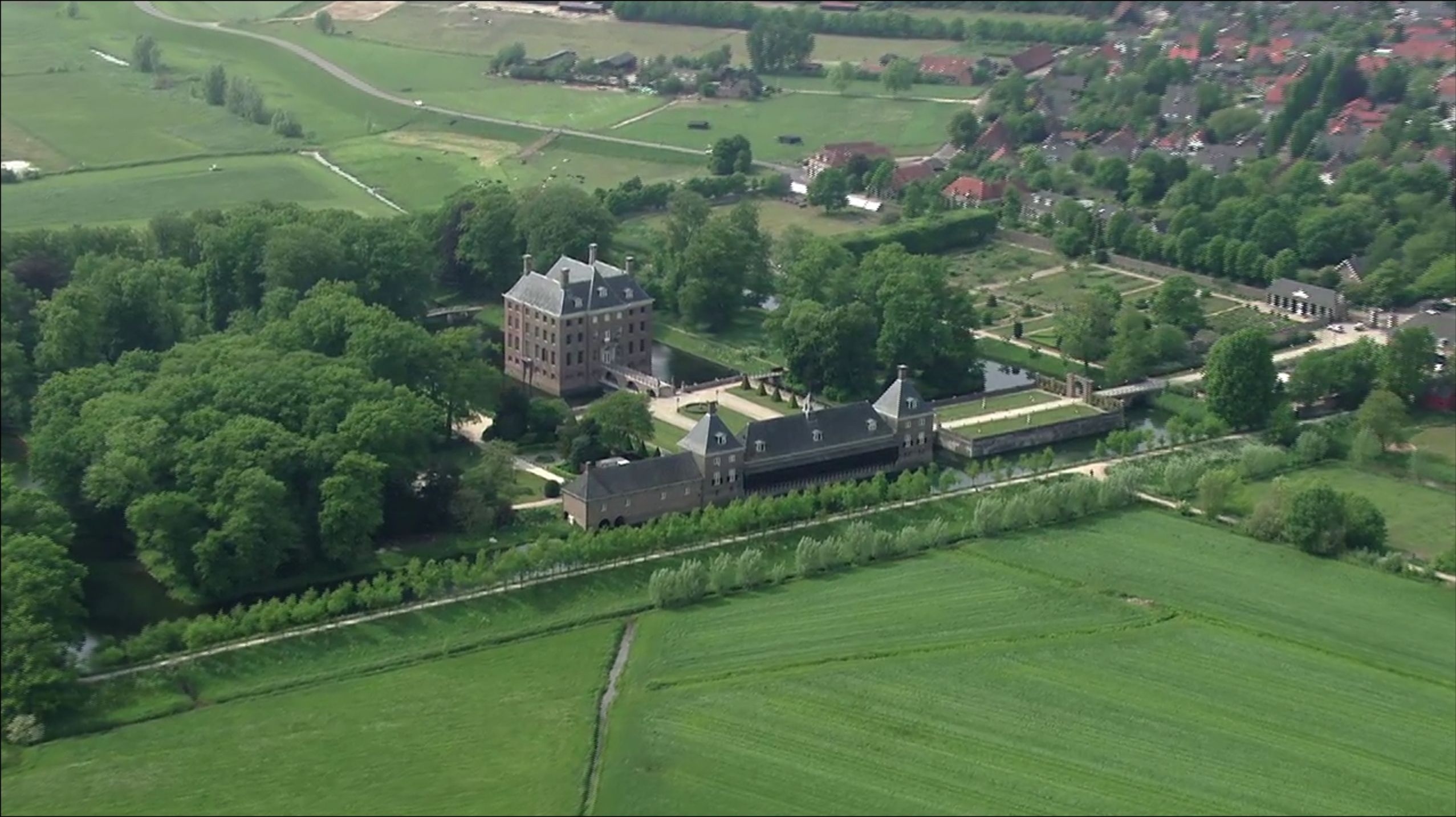
Het kasteel in zijn omgeving (beeld uit video van Rijkswaterstaat)
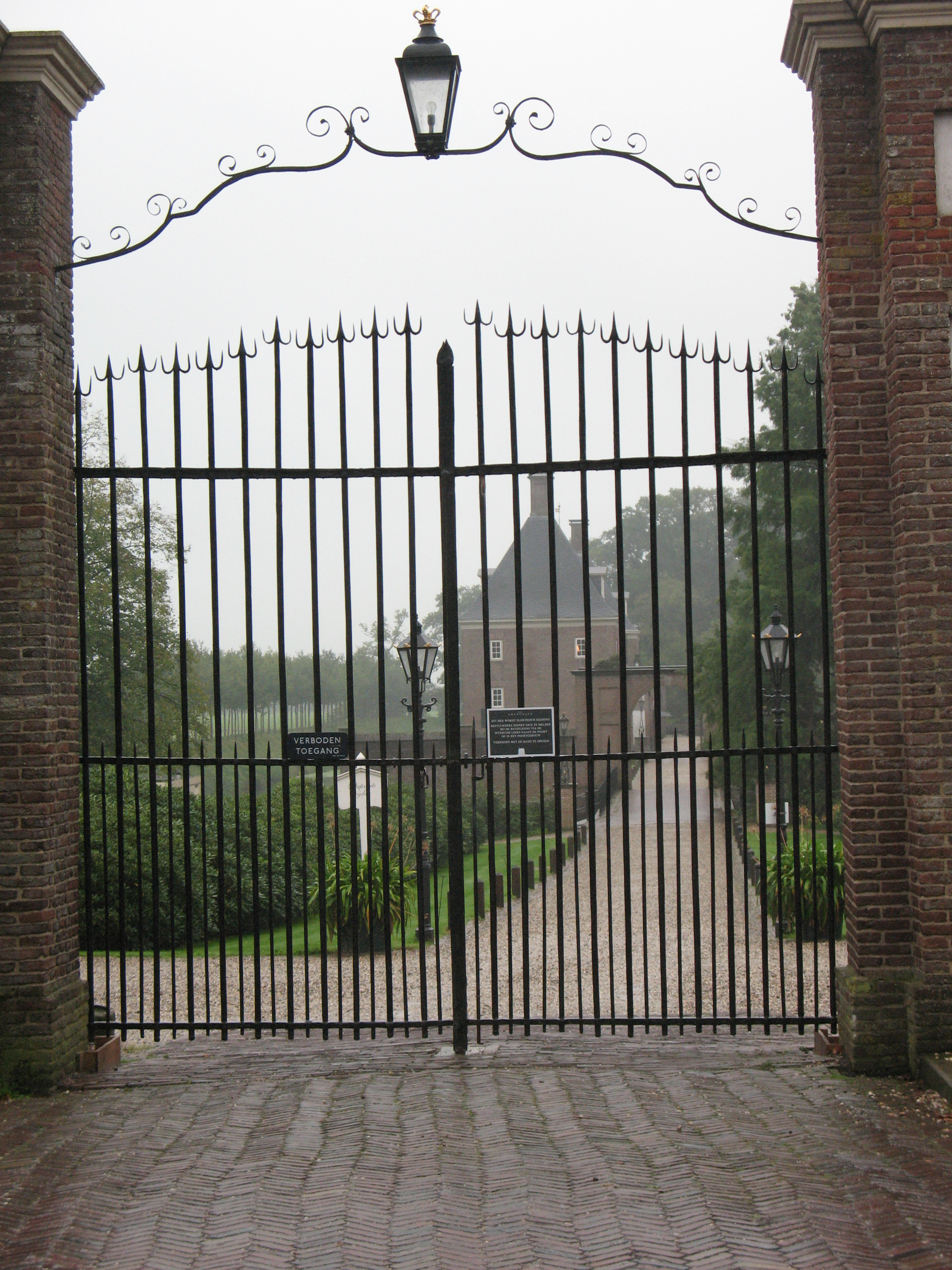
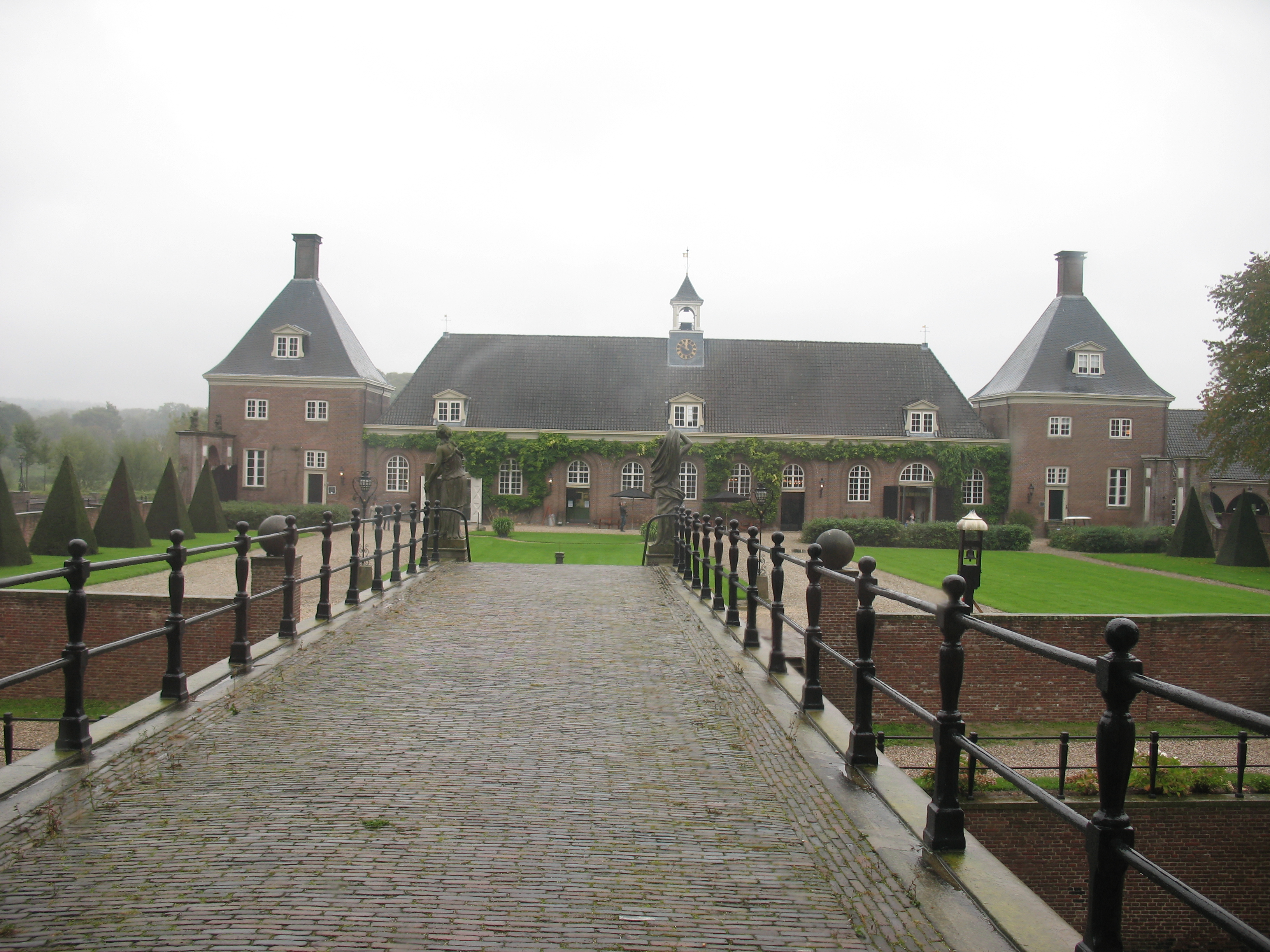
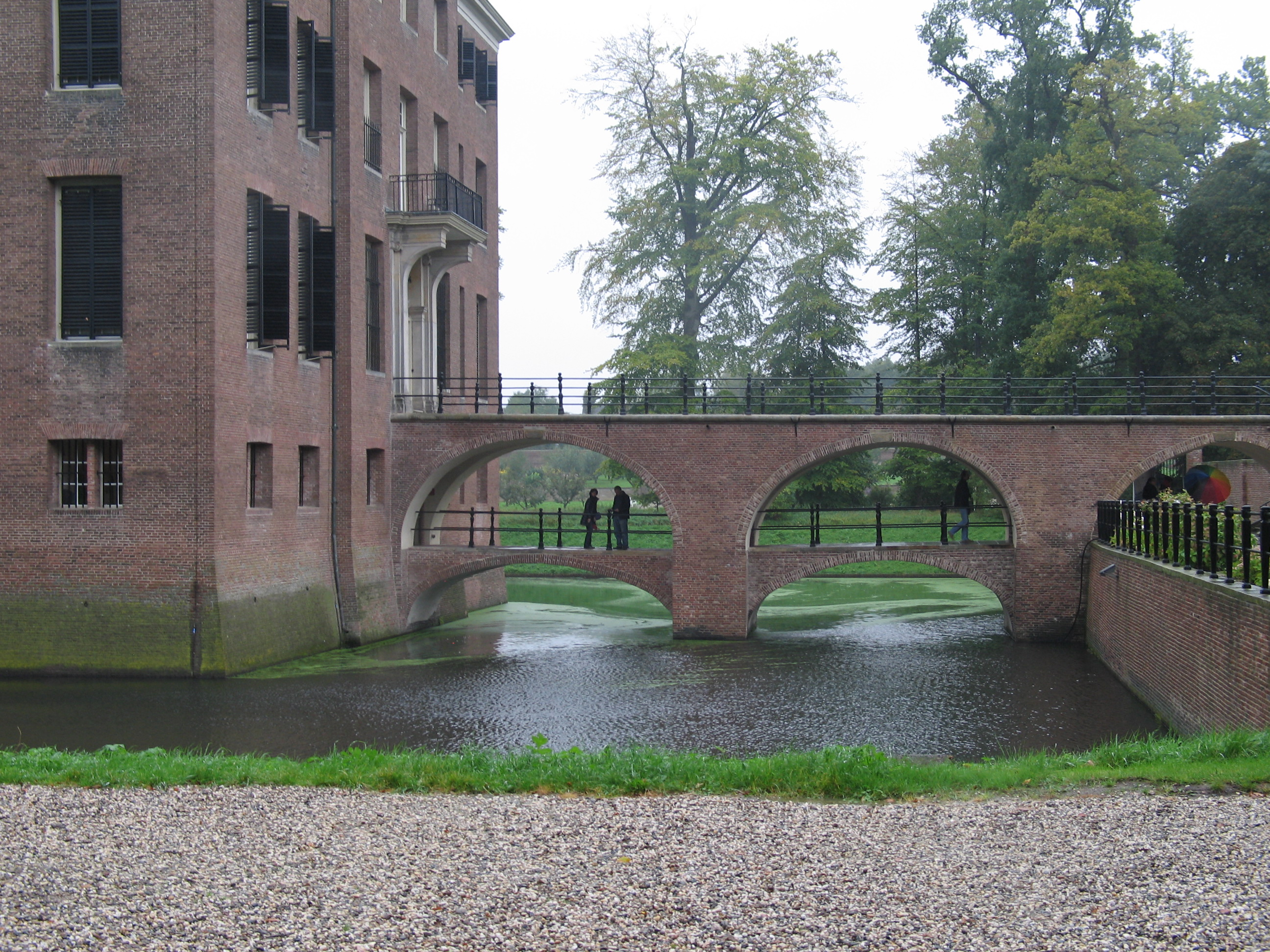
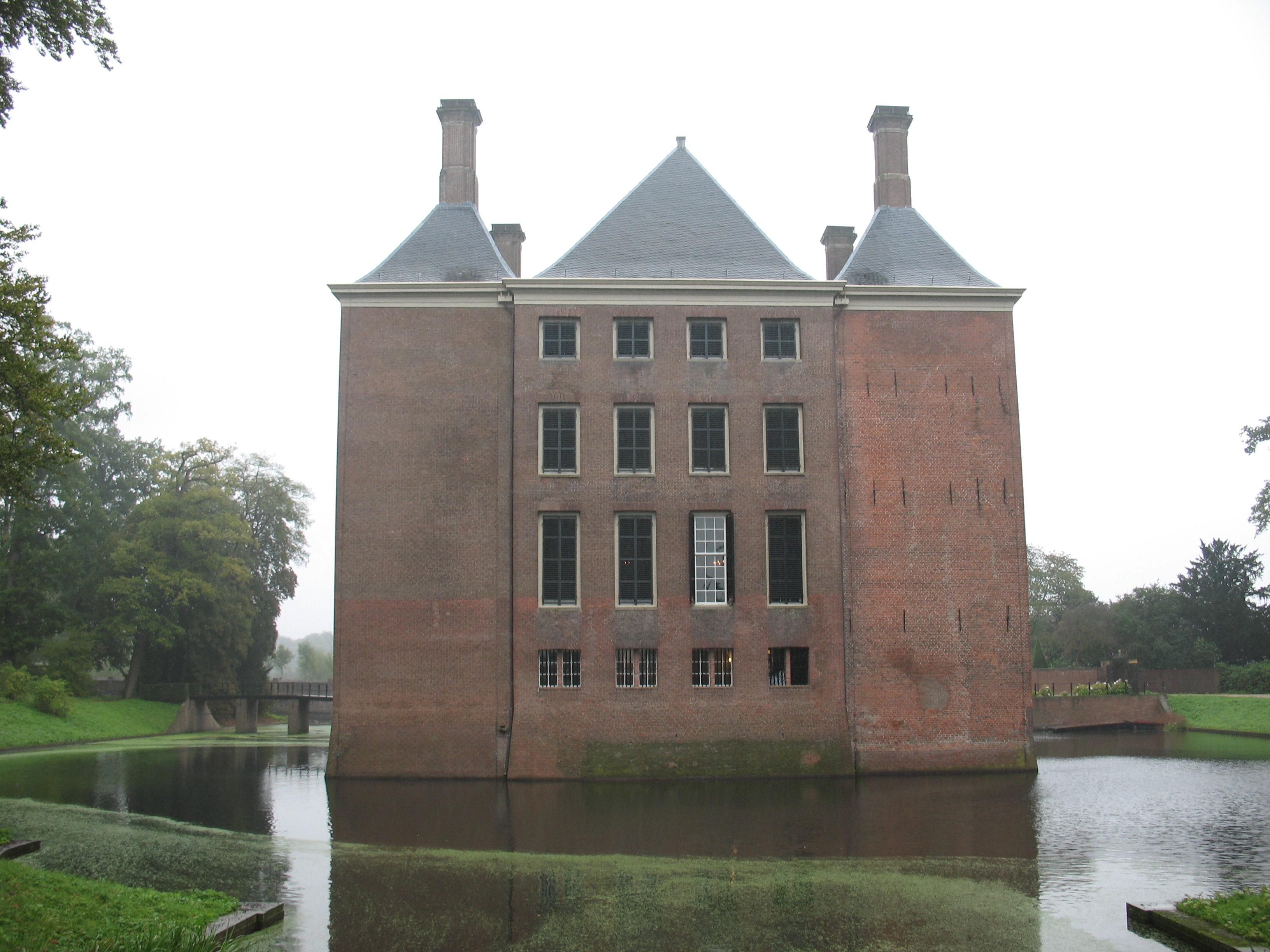
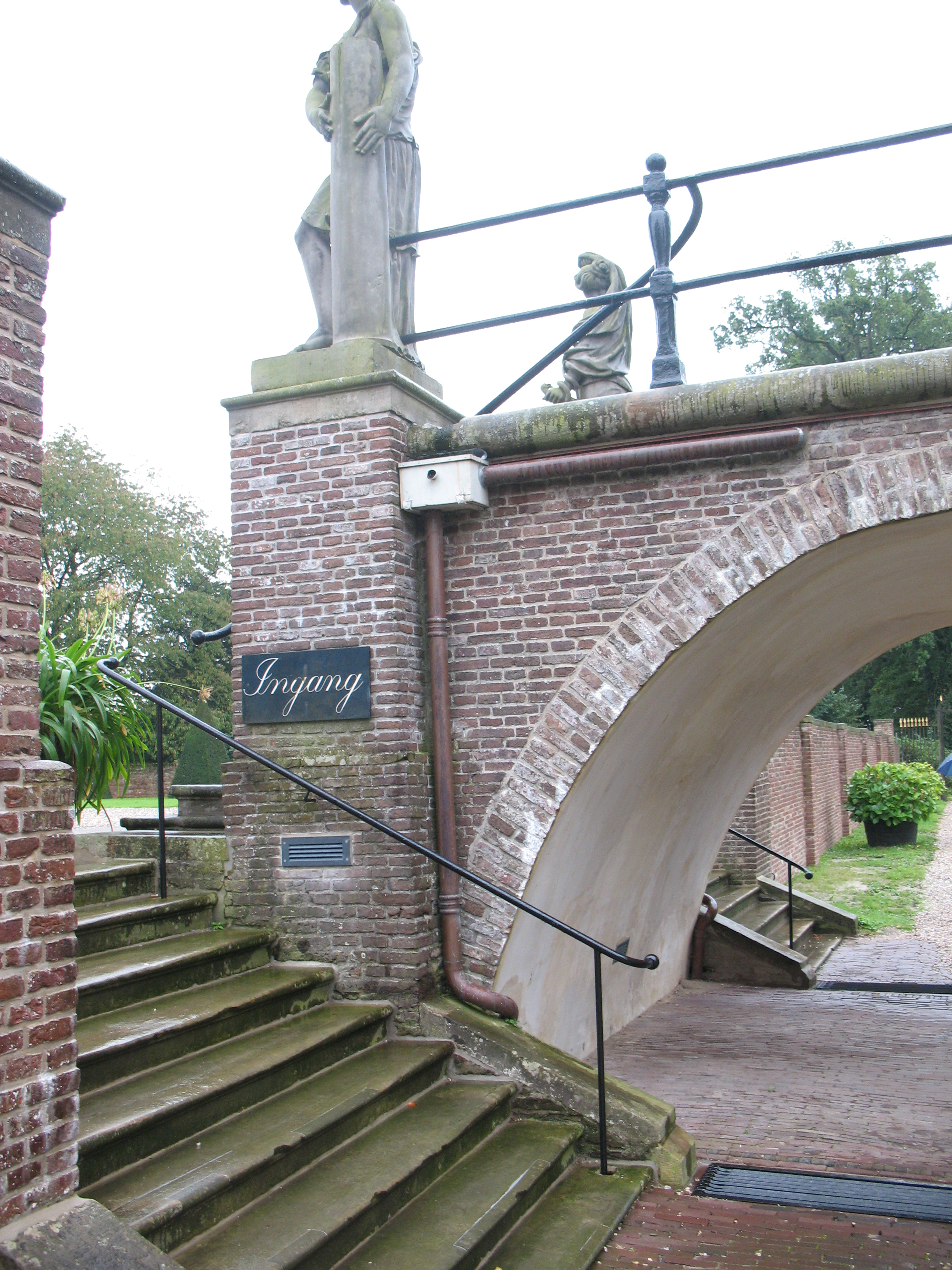
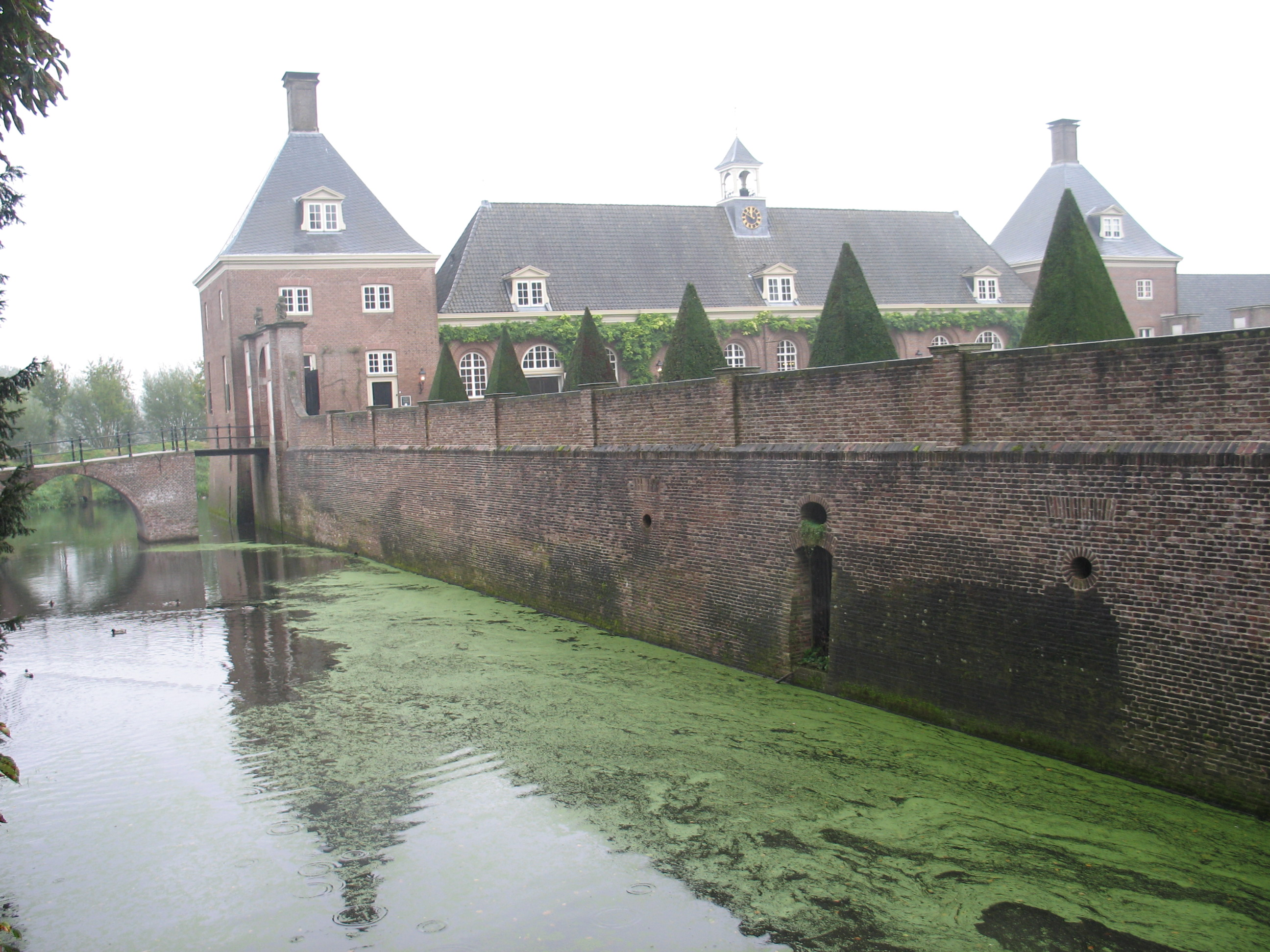
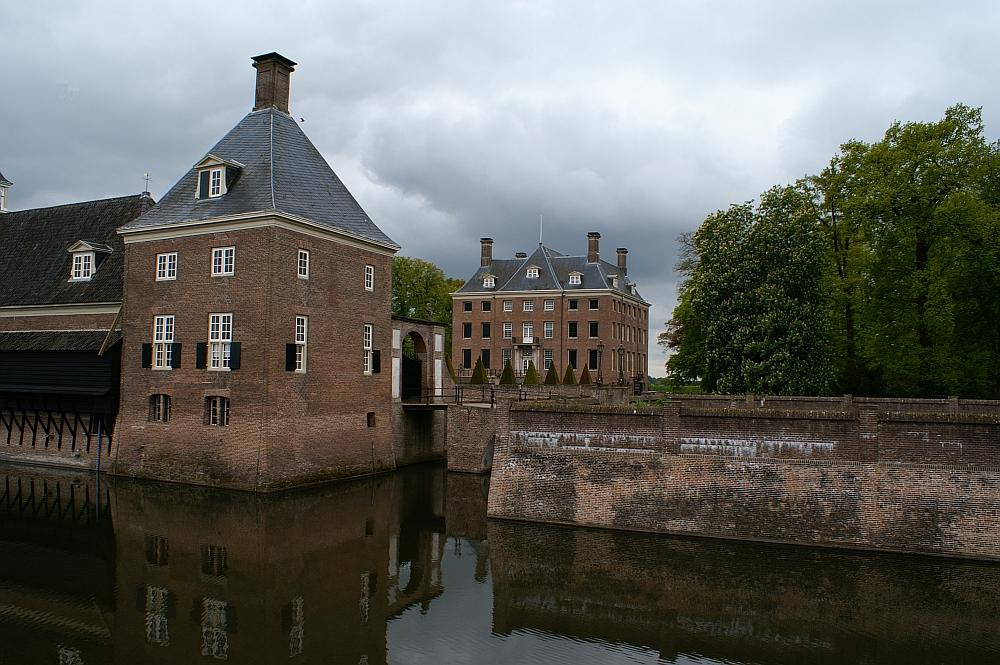
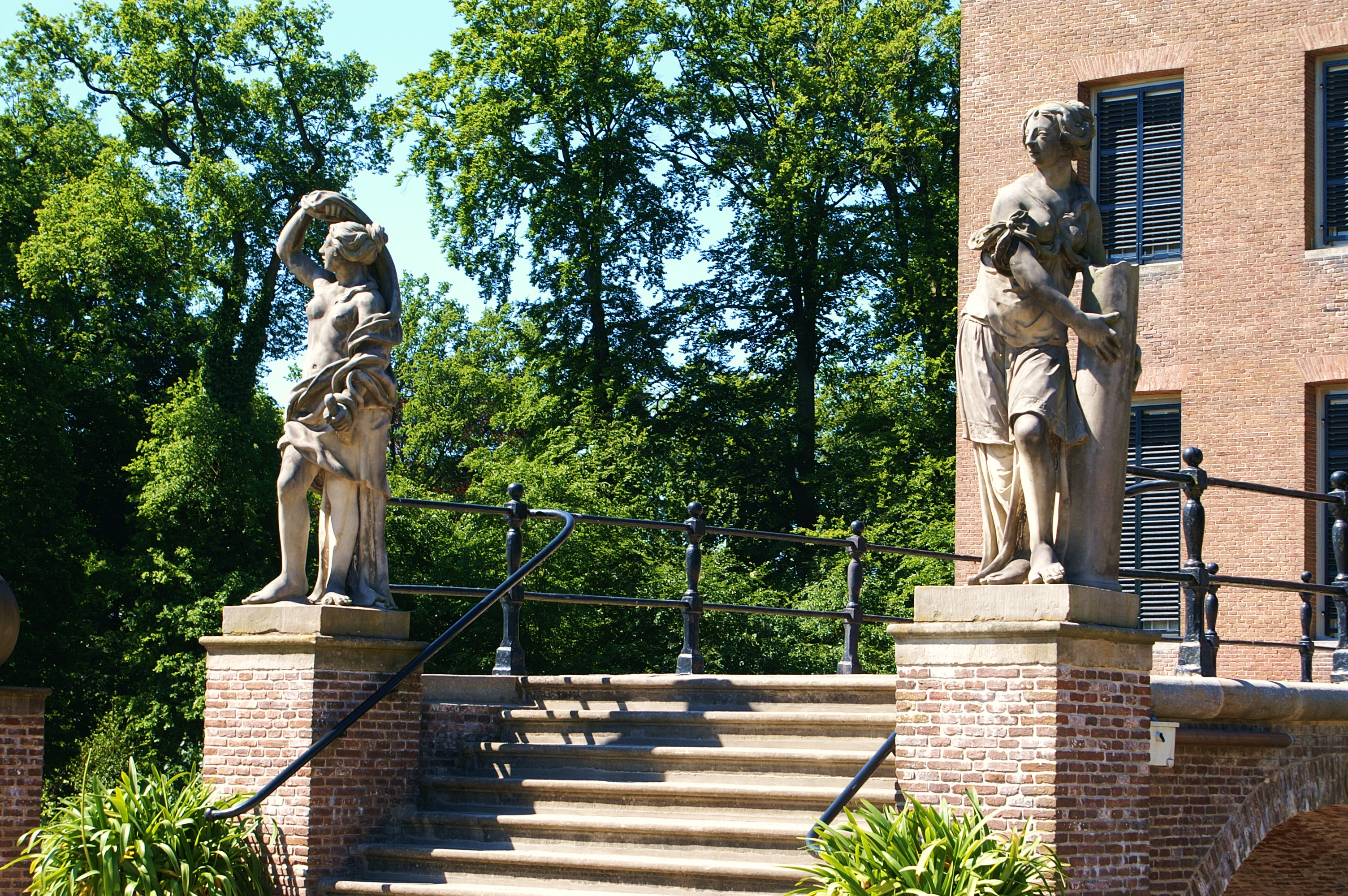
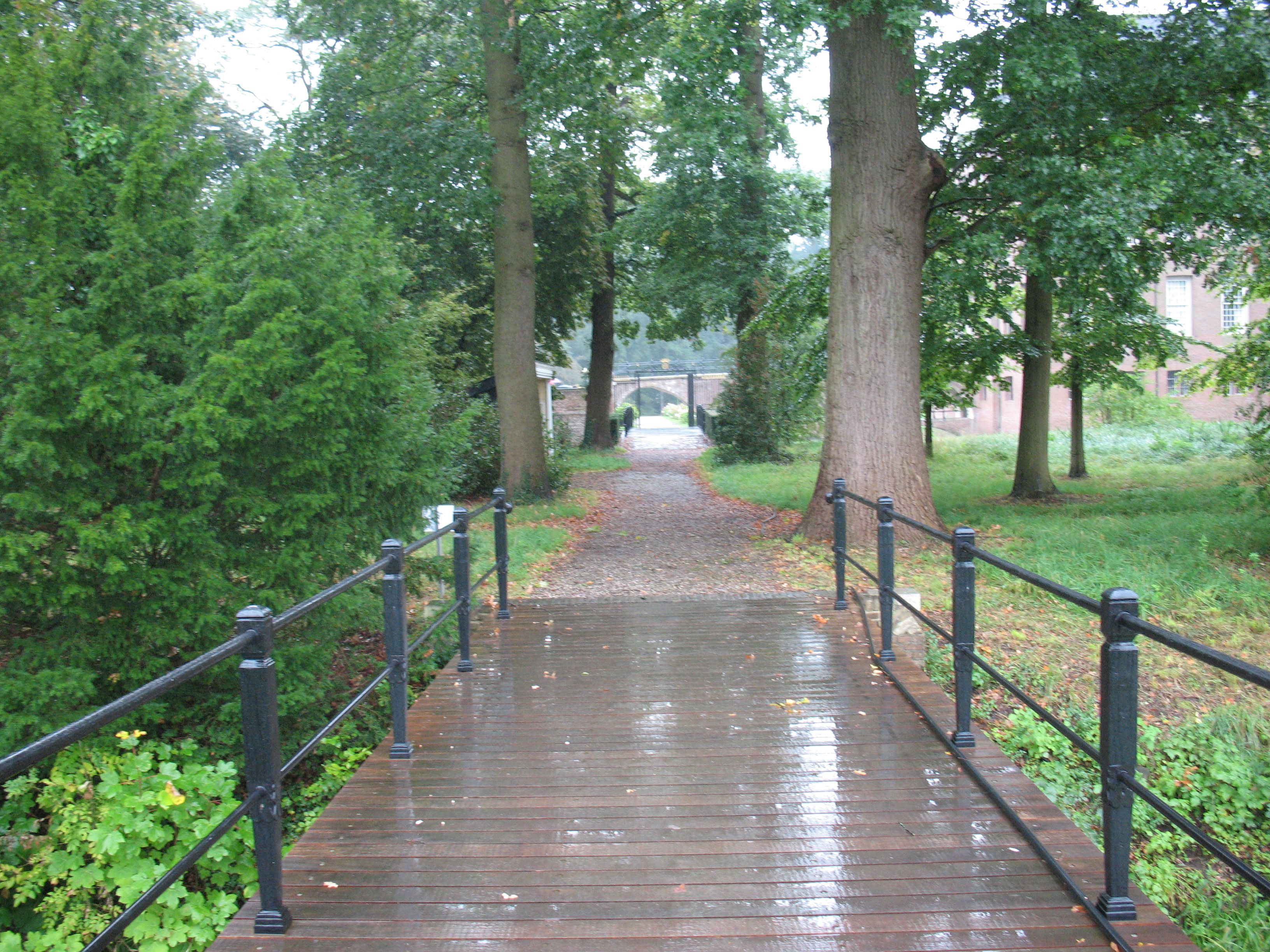
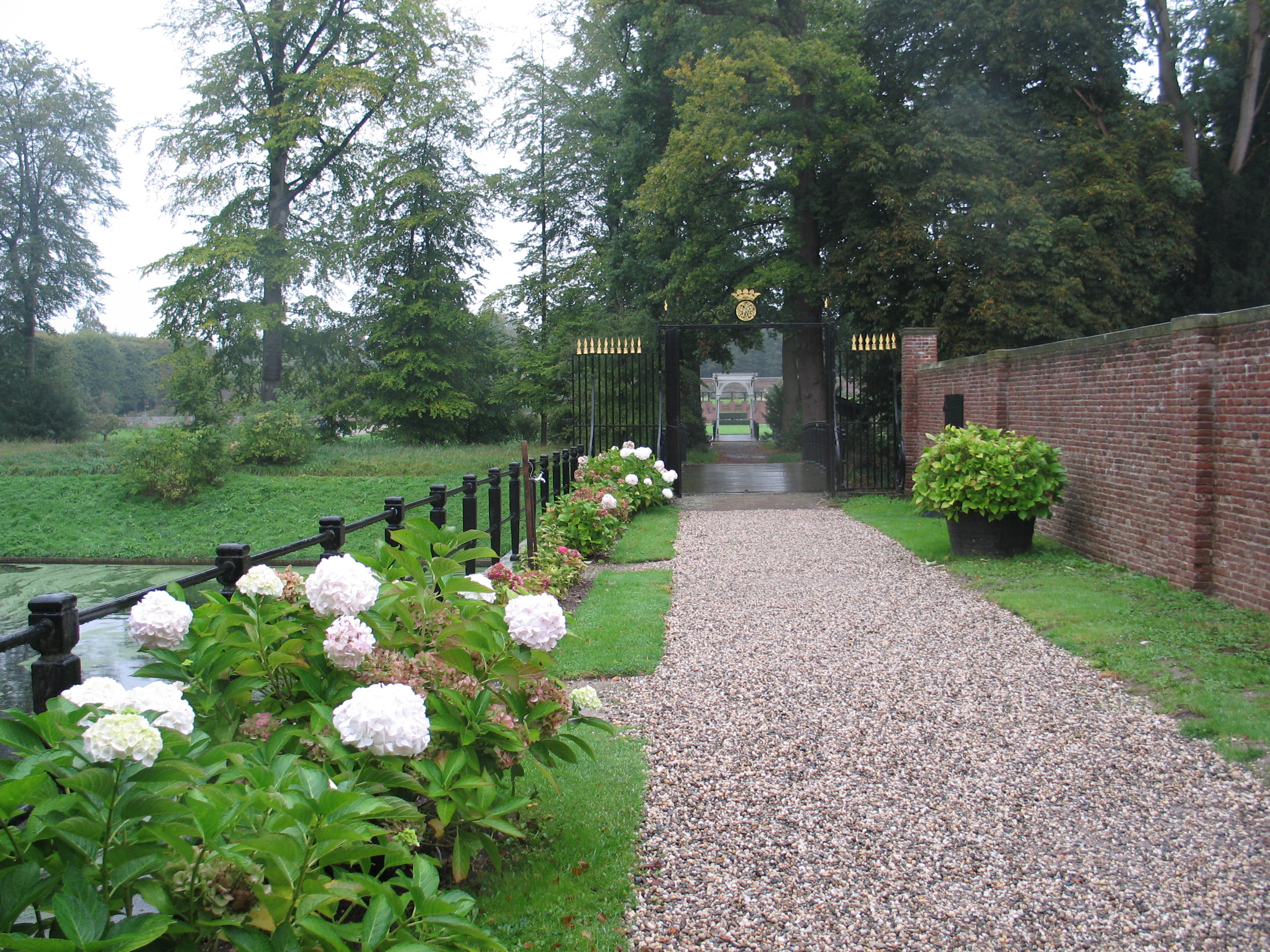
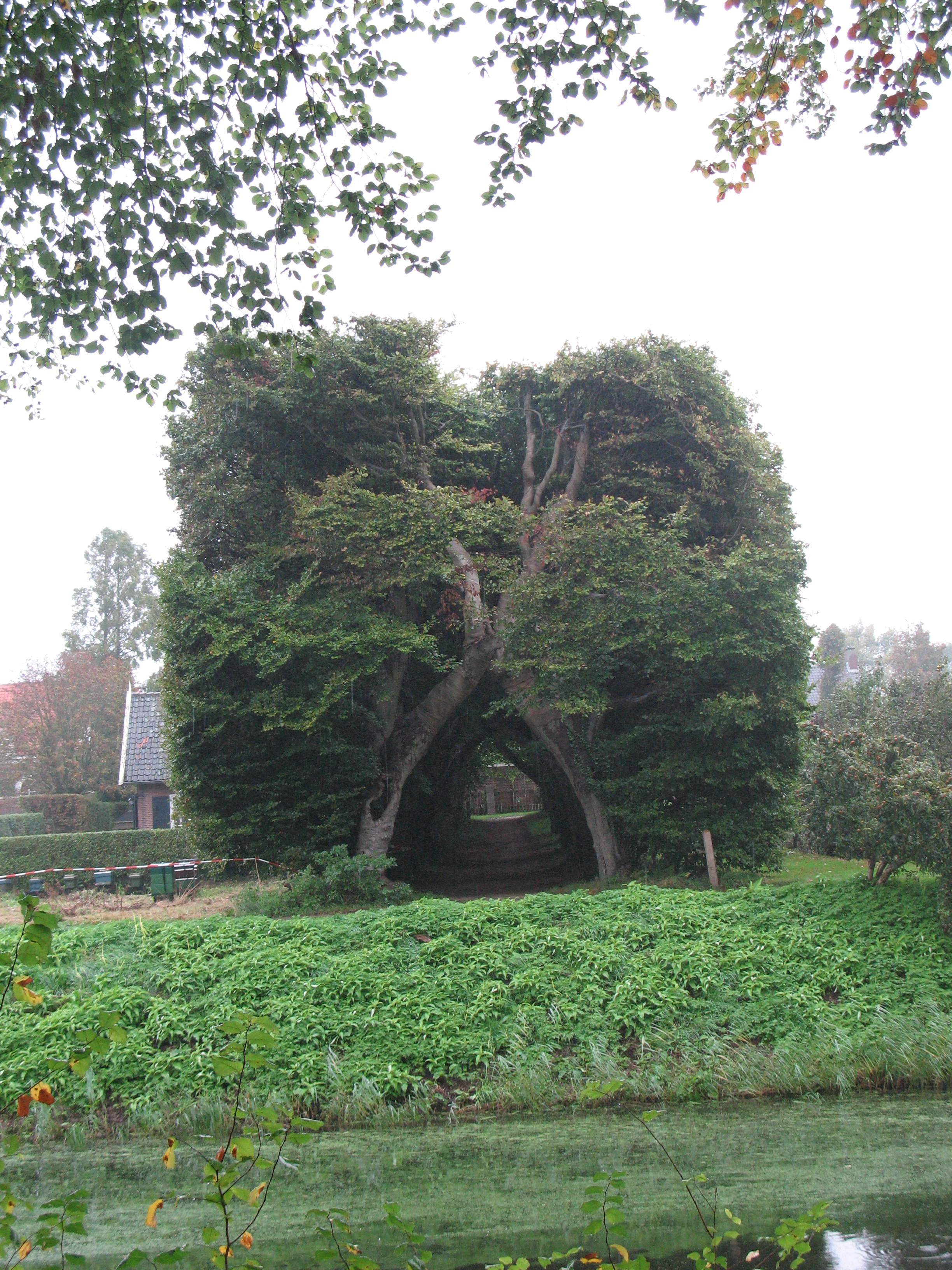
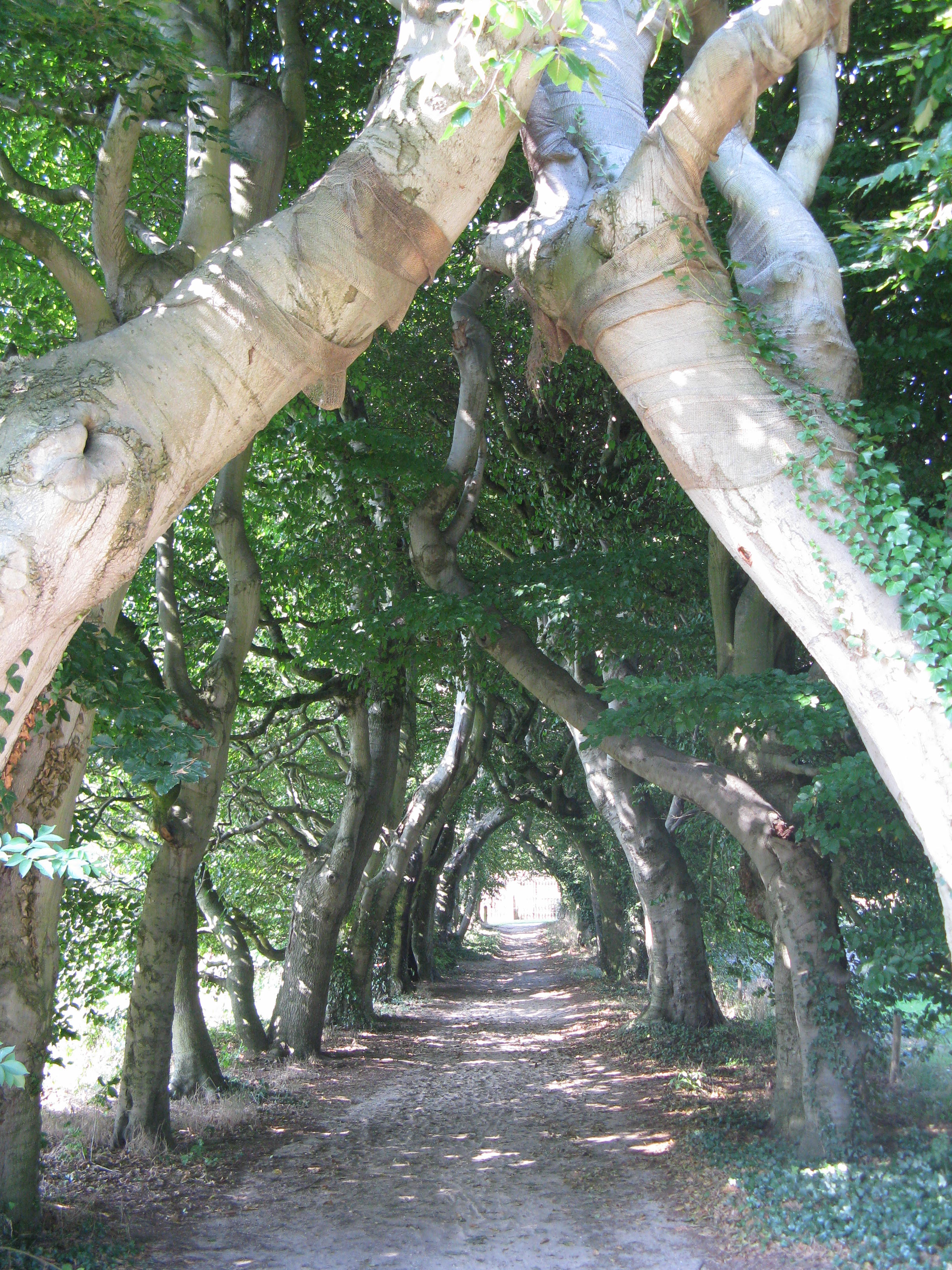
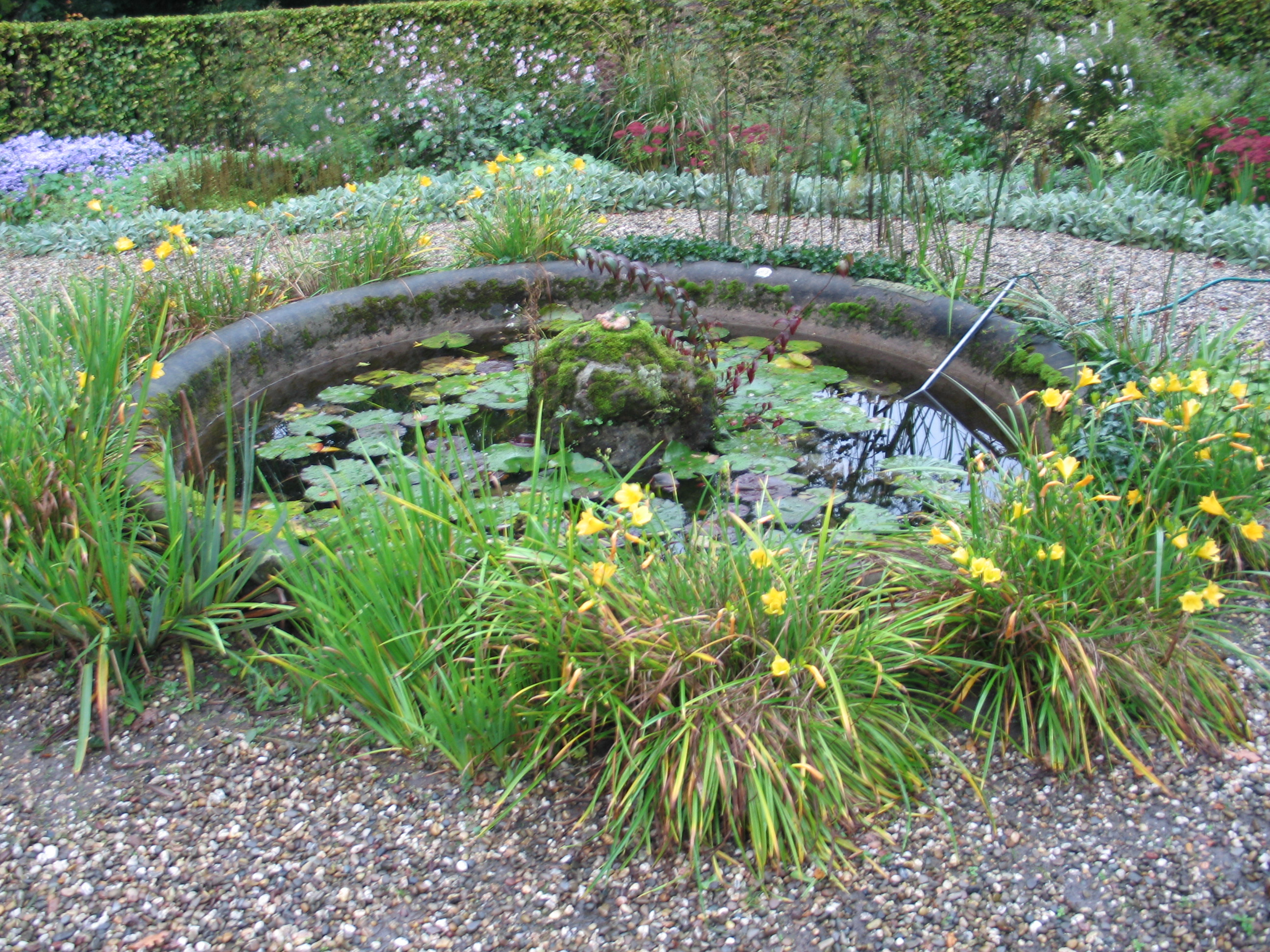
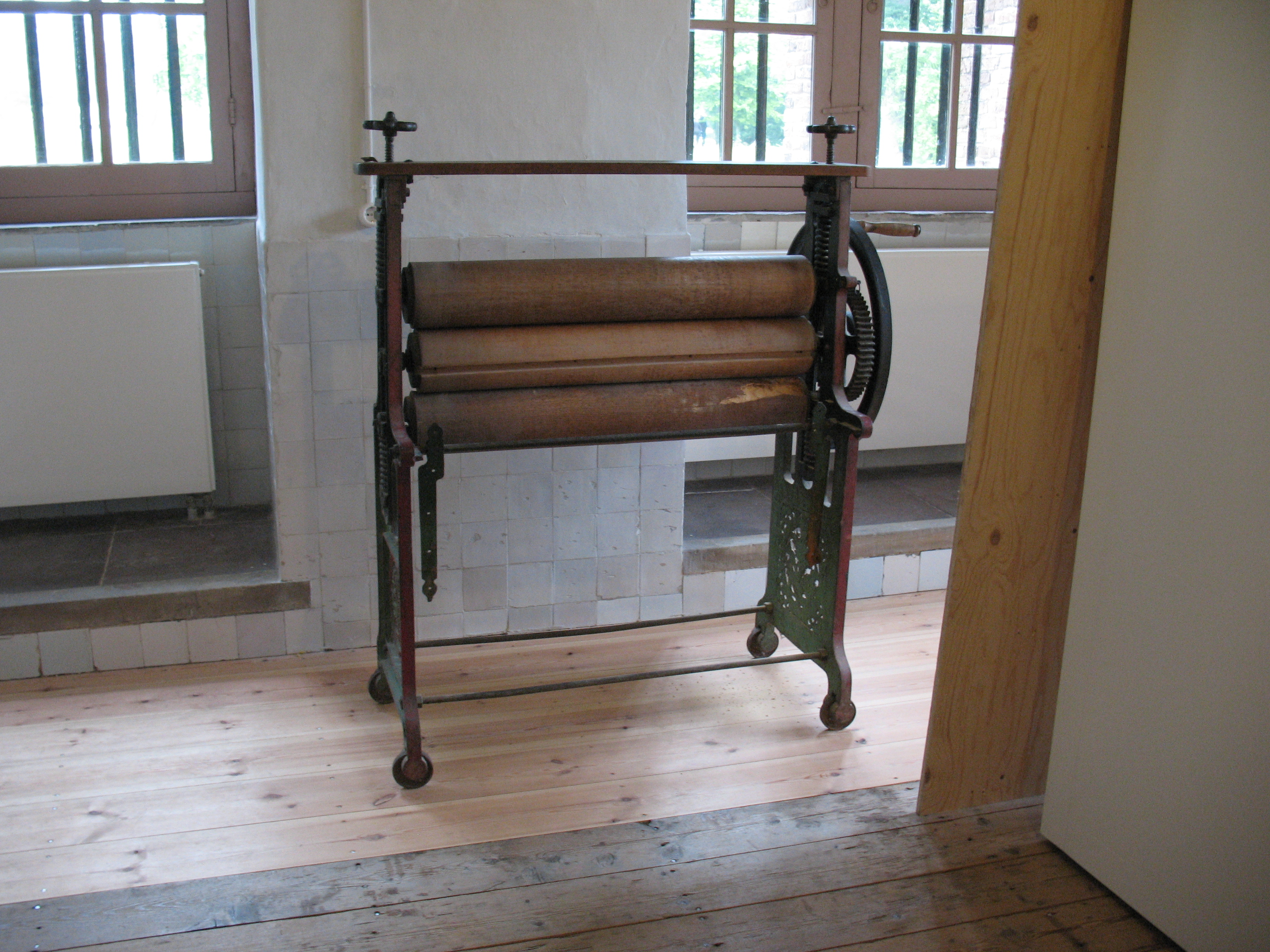
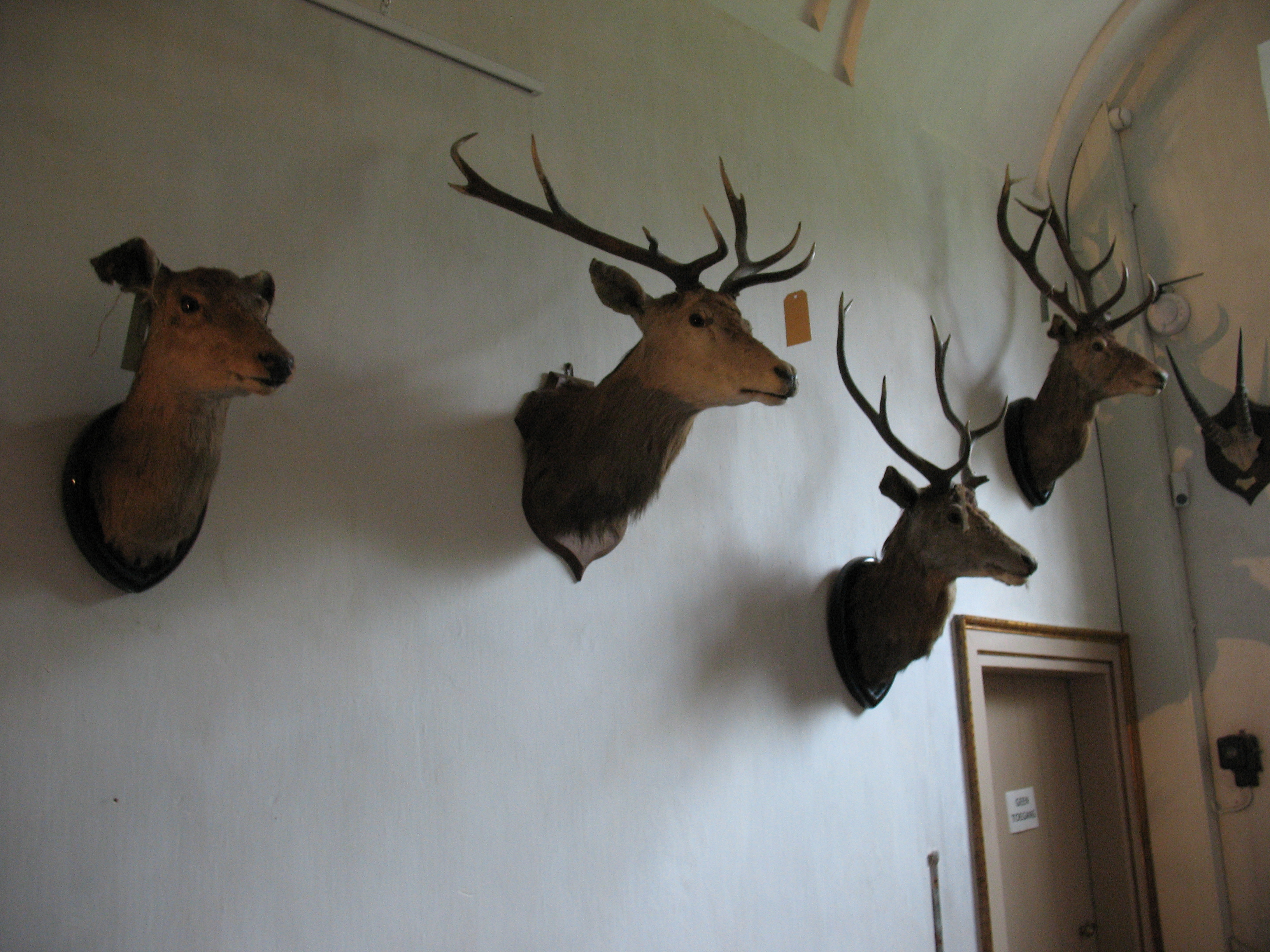
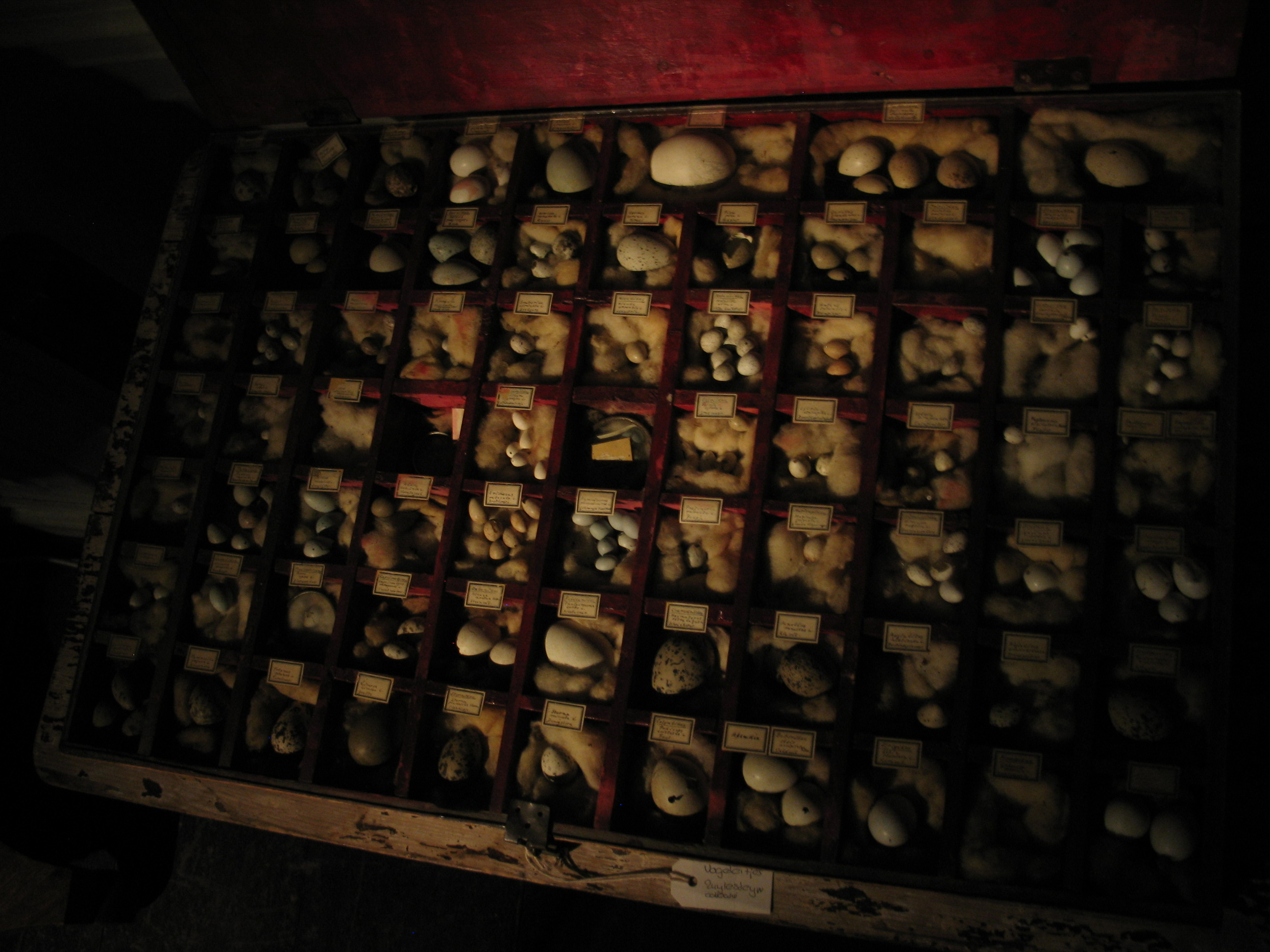
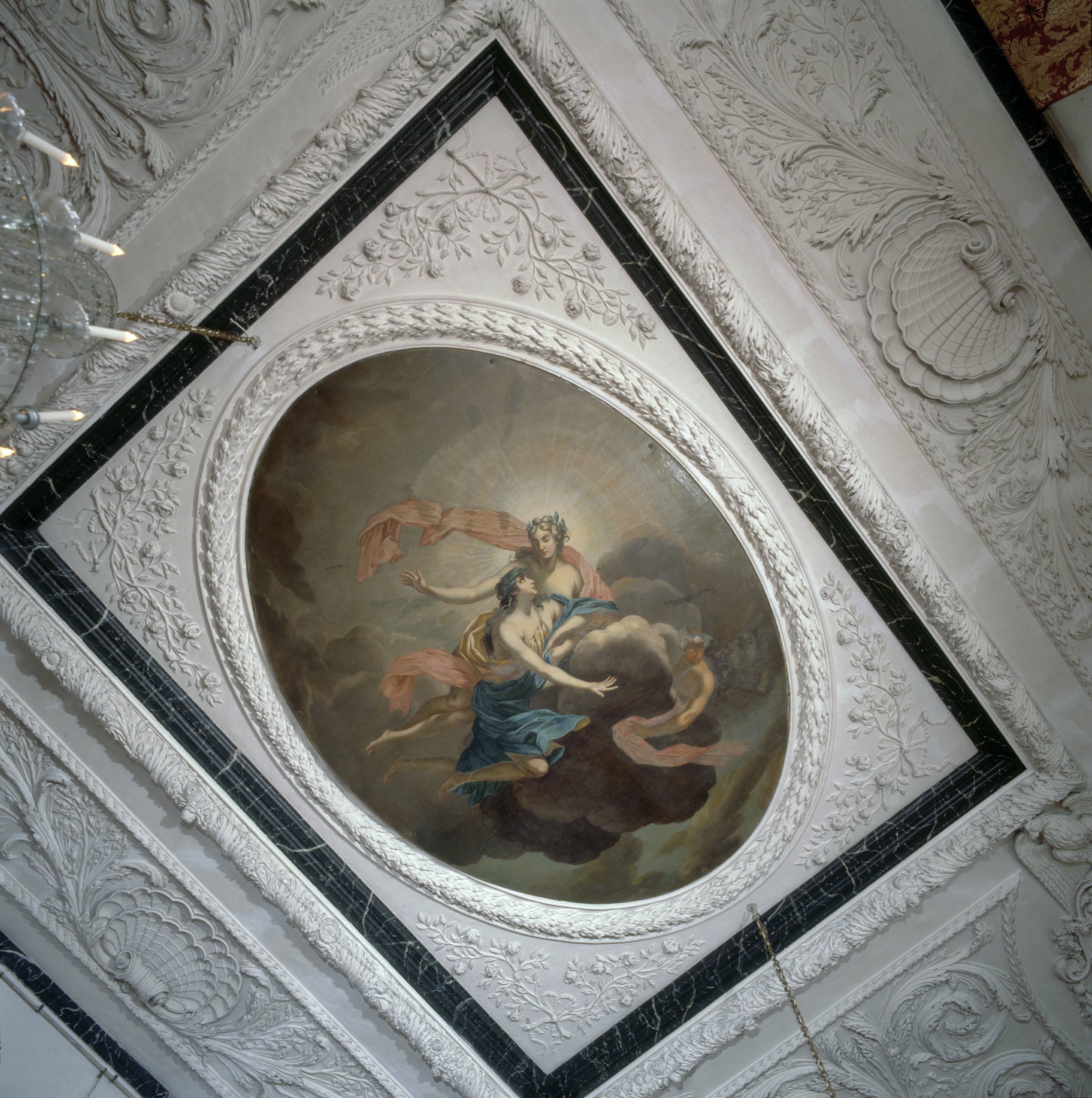
Detail uit het interieur